# اتحادیه دو و میدانی نروژ
اتحادیه دو و میدانی نروژ (نروژی: Norges Friidrettsforbund) سازمان اداره کننده ورزش دو و میدانی در کشور نروژ است.
این فدراسیون که در سال ۱۸۹۶ تأسیس شده مقر آن در شهر اسلو قرار دارد.